# Sphecius
Sphecius is een geslacht van vliesvleugeligen uit de  familie van de graafwespen (Crabronidae).

## Soorten
- Sphecius antennatus (Klug, 1845)
- Sphecius conicus (Germar, 1817)
- Sphecius nigricornis (Dufour, 1838)